# Колективне червоне
Колективне червоне — український документальний короткометражний фільм режисера Лариси Артюгіної, створений 1999 року.

## Опис
Це фільм-портрет відомого сучасного українського художника Арсена Савадова. «Contemporary art» в дії. Фільм показує процес створення мистецького проекту «Колективне червоне», але в результаті вся творча команда йде до відділення міліції.

## Характеристики
- Виробник та дистриб'ютор — docUA Platform
- Режисерипостановник, сценарист та продюсер — Лариса Артюгіна
- Оператори-постановники — Лариса АртюгінаТарас Дудар
- Звукорежисер — Євген Верховинець[2]